# Cathedral City
Cathedral City è una città degli Stati Uniti d'America, situata nel sud della California, nella contea di Riverside.